# لطفعلی عبدالله‌اف
لطفعلی عبدالله‌اف (ترکی آذربایجانی: Lütfəli Abdullayev) یک هنرپیشه تئاتر و فیلم آذربایجانی بود، که در ۳۳ مارس سال ۱۹۱۴ در شهر «نوخای» امپراتوری روسیه متولد شد.

## کارنامه
لطفعلی عبدالله‌اف در خانواده یک بازرگان در شهر نوخای امپراتوری روسیه زاده شد. وی پس از تماشا به نمایش بازیگران دوره‌گرد در صحنه تماشاخانه محلی علاقه خاصی در او نسبت به بازیگری بروز کرد. «احمد آناتولّو» بازیگر آذربایجانی از آنجا که به علاقهٔ وی به بازیگری پی برده بود، پیشنهاد داد که لطفعلی به باکو فرستاده شده و آنجا جزیات این پیشه را از هنرپیشگان پیشتاز یاد بگیرد. در سن ۱۴ سالگی وی شروع به حضور در کلاس‌های خوانندگی و یادگیری نواختن کر در آکادمی موسیقی باکو کرد. در سال ۱۹۳۹، او عضو دسته نمایش دهندگان در تئاتر دولتی کمدی موزون آذربایجان شد، جایی که تا آخر عمرش در آنجا کار کرد. کمدی تبدیل به سبک اصلی بازیگری وی شد.
نقش‌های اصلی لطفعلی عبدالله‌اف در فیلم‌های کلاسیک آذربایجان چون «ولی» در فیلم «آرشین مال آلان»، «بال‌اوغلان» در گزینه فیلمی کمدی موزون عزیر حاجی‌بیگف- «او اولماسین بو اولسون»، «ظلمف» در «احمد هارادادیر؟» آوازهٔ بسزایی به وی به ارمغان آورد. او از سوی منتقدان روسیه‌ای، با ایگور ایلینسکی مقایسه می‌شد. با وجود اینکه پیشنهادهای زیادی به لطفعالی در رابطه با ایفای نقش در تئاترهای روسیه ارائه شد، وی به دلیل عدم توانایی بخوبی حرف زدن به زبان روسی از تمام آنها صرف نظر کرد.

## حریم شخصی
در سال ۱۹۴۲، لطفعلی عبدالله‌اف با یک دختر ۱۷ ساله به اسم «سودا پپین‌اوا» آشنا شد و چهار سال بعد، آنها تصمیم بر ازدواج گرفتند، در حالی که خانوادهٔ «سودا» به شدت با ازدواج او با لطفعلی مخالفت کردند. لطفعلی پسر یک تاجر و «سودا» دختر بک خانوادهٔ نجیب‌زاده بود؛ ولی دارایی‌ها و املاک خانواده آنها پس از برقراری حکومت شوروی در آذربایجان از سوی دولت مصادره شده بود. پدرش «احمدبیگ پپینف» وزیر کار جمهوری دمکراتیک آذربایجان بود، که پس از تأسیس شوروی در نتیجهٔ سیاست‌های سرکوبگرایانه استالین اعدام گردید. مادر سودا دختر «حسن‌بیگ آقایف» دستیار رئیس مجلس ملی جمهوری دمکراتیک آذربایجان بود. در سال ۱۹۵۶، مادر سودا در حالی که در بستر مرگ بود، با ازدواج وی با لطفعلی عبدالله‌اف موافقت کرد. پس از این لطفعلی تا ۱۷ سال دیگر، یعنی تا آخر عمرش با سودا زندگی کرد. حاصل این ازدواج دو دختر به نام‌های «گلناره» و «خورشید» شد.
لطفعلی عبدالله‌ف در ۹ دسامبر سال ۱۹۷۳ چشم به دنیا فروبست.